# Мхасін Ель-Нур Фадлалла
Мхасін Ель-Нур Фадлалла (1 січня 1994) — суданська плавчиня.
Учасниця Олімпійських Ігор 2012 року.